# Halone diffusifascia
Halone diffusifascia là một loài bướm đêm thuộc phân họ Arctiinae, họ Erebidae.